# Імангуловська сільська рада (Октябрський район)
Імангу́ловська сільська рада (рос. Имангуловский сельский совет) — сільське поселення у складі Октябрського району Оренбурзької області Росії.
Адміністративний центр — село Друге Імангулово.

## Населення
Населення — 1123 особи (2019; 1287 в 2010, 1306 у 2002).

## Склад
До складу сільської ради входять:
| Населений пункт        | Населення, осіб (2002) | Населення, осіб (2010) |
| ---------------------- | ---------------------- | ---------------------- |
| Анатольєвка, село      | 61                     | 31                     |
| Друге Імангулово, село | 649                    | 623                    |
| Перше Імангулово, село | 432                    | 374                    |
| Салмиш, селище         | 164                    | 259                    |